# Драконов щандарт
Драконов щандарт (на латински: draco) е античен и средновековен полеви (военен) щандарт (бойно знаме) под формата на змия с глава на дракон, който води началото си от конните народи в Централна Азия (в това число прабългарите).

## Произход
Драконът играе важна роля в митологията на азиатските степни народи, особено на сарматите. Тежките сарматски броненосни конници с копия също често били сравнявани с дракони в писанията на древни автори. Полевият щандарт с дракон също е бил разпространен сред индийците, персите, партите, скитите и даките. През Ранното средновековие щандартът е използван и от франкските броненосни конници.

## Функция
Предполага се, че щандартът първоначално бил използван от конните стрелци на конните народи в азиатските степи за определяне на силата и посоката на вятъра. Иначе, щандартите са служили като визуално помощно средство за разпознаване на войници и войски по време на военни операции (особено за ориентация на бойното поле).

## Използване
В Късната античност римската армия завзема нови територии с помощта на азиатски войници-наемници и помощни войски и заимства от тия места използването на катафракти, шпангенхелми, контоси, а също и драконовия щандарт, вероятно от даките или скитите. Кавалеристът, който носел щандарт с дракон, бил известен като Драконарий. През IV век от н.е. драконовият щандарт е въведен и в римската пехота.
Освен римляните и византийците, Драконовият щандарт също така бил използван от:
- даки
- получавам
- готи
- славяни
- хуни
- авари
- лангобарди
- българи
- франкове
- Руси
- печенеги
- половци (кипчак)

Във Великобритания, след като римската армия се изтегля, Драконовият щандарт и драконовата глава продължили да бъдат използвани като символи от келтите и англосаксонците. Това може би може да се обясни с присъствието на сарматски наемници, използвани като катафракти на Адриановия вал. Някои историци предполагат, че драконите в гербовете на Уесекс, Уелс, а също и в тези на други британски династии са произлезли от такива драконови щандарти.